# タシアナ・リマ
タシアナ・リマ（Taciana Rezende de Lima Baldé、1983年12月17日 - ）は、ギニアビサウの柔道選手。階級は48kg級と52㎏級。ブラジルのペルナンブーコ州・オリンダ出身。身長164cm。2017年からはタシアナ・セザール（Taciana Cesar）という名前に変わった。

## 人物
最初はブラジルの選手として活躍していて、2001年のパンナムジュニア選手権48kg級で優勝すると、パンナム選手権でも3位となった。
2002年の世界ジュニアでも3位となった。
しかし、2004年のアテネオリンピック、2008年の北京オリンピックとも代表争いに敗れて出場できなかった。
2009年以降、ワールドカップ・ベロホリゾンテやワールドカップ・マイアミなどで優勝するが、ブラジルのこの階級にはサラ・メネゼスがいたために、なかなか代表になるまでには至らなかった。
2011年にはワールドカップ・サンパウロで3位になった際のドーピング検査で、利尿剤のフロセミドが検出されたために1年間の出場停止処分を受けた。この期間にはBJJにも取り組み、寝技の上達に一役買うことになったという。復帰するとグランプリ・アブダビで3位になった。
父親はギニアビサウ出身でブラジルに留学していたが、学位を取得すると帰国してしまったために、2007年まで父親について詳しくは知らなかったという。その後、ギニアビサウで水産大臣を務めていたこともある父親の所在を把握するに至り、2012年の大晦日に現地で初めて出会った。そして、2013年にはギニアビサウに帰化することになった。その直後に出場したアフリカ選手権では優勝を遂げた。さらにヨーロッパオープン・リスボンでも優勝した。世界選手権では3回戦でベルギーのシャルリーヌ・ファンスニックに敗れた。
2014年にはポルトガルに拠点を移すと、同じ柔道選手のディオゴ・セザールと結婚した。なお、ディオゴもポルトガルからギニアビサウに国籍を変更した。2016年のリオデジャネイロオリンピックでは3回戦でカザフスタンのオトゴンツェツェグ・ガルバドラフに敗れた。2018年に子供が生まれると、5日後には柔道を再開して、階級も52kg級に上げた。また、夫とともに子供を同伴しながら、IJFワールド柔道ツアーに参戦するようにもなった。2019年のアフリカ選手権では優勝した。2021年7月に日本武道館で開催された東京オリンピックでは初戦で敗れた。

## 主な戦績
44kg級での戦績
- 2000年 - 南米選手権 優勝
- 2001年 - パンナムジュニア選手権 優勝
- 2001年 - パンナム選手権 3位

48kg級での戦績
- 2002年 - 世界ジュニア 3位
- 2002年 - パンナム選手権 3位
- 2003年 - パンナム選手権 3位
- 2009年 - ワールドカップ・ベロホリゾンテ 優勝
- 2009年 - ワールドカップ・バーミンガム 3位
- 2010年 - グランドスラム・リオデジャネイロ 5位
- 2010年 - ワールドカップ・サンパウロ 2位
- 2010年 - ワールドカップ・マイアミ 優勝
- 2010年 - ワールドカップ・バーミンガム 3位
- 2011年 - ワールドカップ・オーバーヴァルト 5位
- 2011年 - ワールドカップ・プラハ 3位
- 2011年 - 南米選手権 優勝
- 2011年 - パンナム選手権 3位
- 2011年 - ワールドカップ・マドリード 3位
- 2011年 - ワールドカップ・リスボン 3位
- 2011年 - グランドスラム・リオデジャネイロ 5位
- 2011年 - ワールドカップ・サンパウロ 3位
- 2011年 - ワールドカップ・マルガリータ島 2位
- 2011年 - ワールドカップ・サンサルバドル 優勝
- 2012年 - グランプリ・アブダビ 3位
- 2013年 - アフリカ選手権 優勝
- 2013年 - ヨーロッパオープン・リスボン 優勝
- 2014年 - グランプリ・サムスン 3位
- 2014年 - アフリカ選手権　2位
- 2014年 - グランドスラム・チュメニ　3位
- 2014年 - グランプリ・ザグレブ　3位
- 2014年 - グランドスラム・アブダビ　3位
- 2014年 - アフリカオープン・ポートルイス　優勝
- 2015年 - グランプリ・サムスン 3位
- 2015年 - アフリカ選手権 優勝
- 2015年 - グランプリ・ブダペスト　3位
- 2015年 - ヨーロッパオープン・リスボン　優勝
- 2016年 - グランプリ・トビリシ 2位
- 2016年 - グランプリ・ブダペスト　3位
- 2017年 - アフリカ選手権 優勝
- 2017年 - グランプリ・ハーグ 3位

52kg級での戦績
- 2019年 - アフリカ選手権　優勝
- 2020年 - アフリカ選手権　優勝

(出典、JudoInside.com)